# Гай Кассій Лонгін (претор)
Гай Кассій Лонгін (лат. Gaius Cassius Longinus, 130 до н. е. — після 85 до н. е.) — політичний та військовий діяч Римської республіки.

## Життєпис
Походив з роду нобілів Кассіїв. Син Гая Кассія Лонгіна, коснула 124 року до н. е.
У 90 році до н. е. обіймав посаду претора. У 89—88 роках виконував обов'язки проконсула Азії. Спільно з римськими послами відновив Нікомеда IV Філопатора, царя Віфінії, і Аріобарзана I Філоромана, царя Каппадокії, вигнаних Мітрідатом VI Евергетом, царем Понта. Спонукав їх вчинити напад на Понт.
У 88 році до н. е. набрав військо для війни з Мітрідатом і зайняв позицію на кордоні Віфінії та Галатії. Після поразки Нікомеда і Манія Аквілія Кассій переніс військовий табір до Фригії, але незабаром визнав свої сили недостатніми, відмовився від ведення війни, втік до Апамеї, потім на Родос. Там потрапив у полон до Мітрідата, був провезений по багатьом містам.
Після укладення Дарданского миру у 85 році до н. е. переданий Луцію Суллі. Подальша доля не відома.